# Miura (tauromàquia)

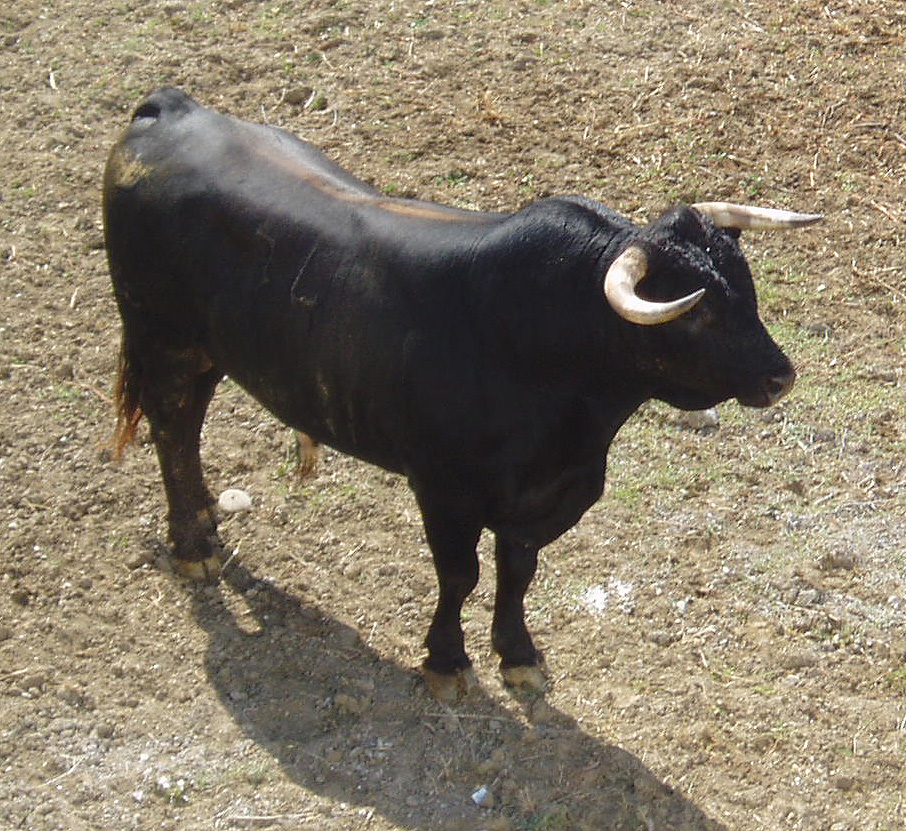
Un miura als corrals de la Plaça de Toros d'Estepona

Miura és una de les ramaderies de braus de major renom i trajectòria de la tauromàquia espanyola, esdevenint un paradigma de la cria de braus de lídia. Miura és un cognom unit al món del toreig des del segle xix. Un nom esquitxat de successos luctuosos, com els drames de Pepete, Llusío, Espartero, Domingo Dominguín, Faustino Posadas, Pedro Carreño i, especialment, la mort de Manolete a Linares l'any 1947.
Forjada per diverses generacions de la família Miura, la Ramaderia Miura sorgeix l'any 1842 quan Juan Miura encreuà 220 vaques de Gil de Herrera i 200 vaques i vedells de José Luis Alvareda, totes procedents dels Gallardo de El Puerto de Santa María. L'any 1850 afegí la vacada de Jerónima Nuñez de Prado (Cabrera), mentre que el 1860 s'hi afegí dos sementals de Vistahermosa. A més a més, a tots aquests encreuaments també hi ha l'aportació de sang navarresa a través d'un semental regalat pel torero Lagartijo i un altre regalat pel Duc de Veragua. Finalment, també s'hi afegí l'aportació genètica del semental "Banderillero" de la Marquesa de Tamarón i un altre del Comte de la Corte.
El brau és famós per la seua bravura i mida, així com perillós per al matador. Els encreuaments originals han donat com a resultat un toro singular: alt d'agulles, aixecat de terra, llarg, de gran caixa, ossut, mans i potes altes, fi de pell i un xic net de cara. En torejar-lo és un brau combatent, nerviós, que aprèn molt i ràpid, de toreig despert, essent un toro espectacular des de la sortida a plaça i en el primer terci. Sens dubte un dels toros més àgils que existeixen i dels més eficaços per torejar.